# Gúdar

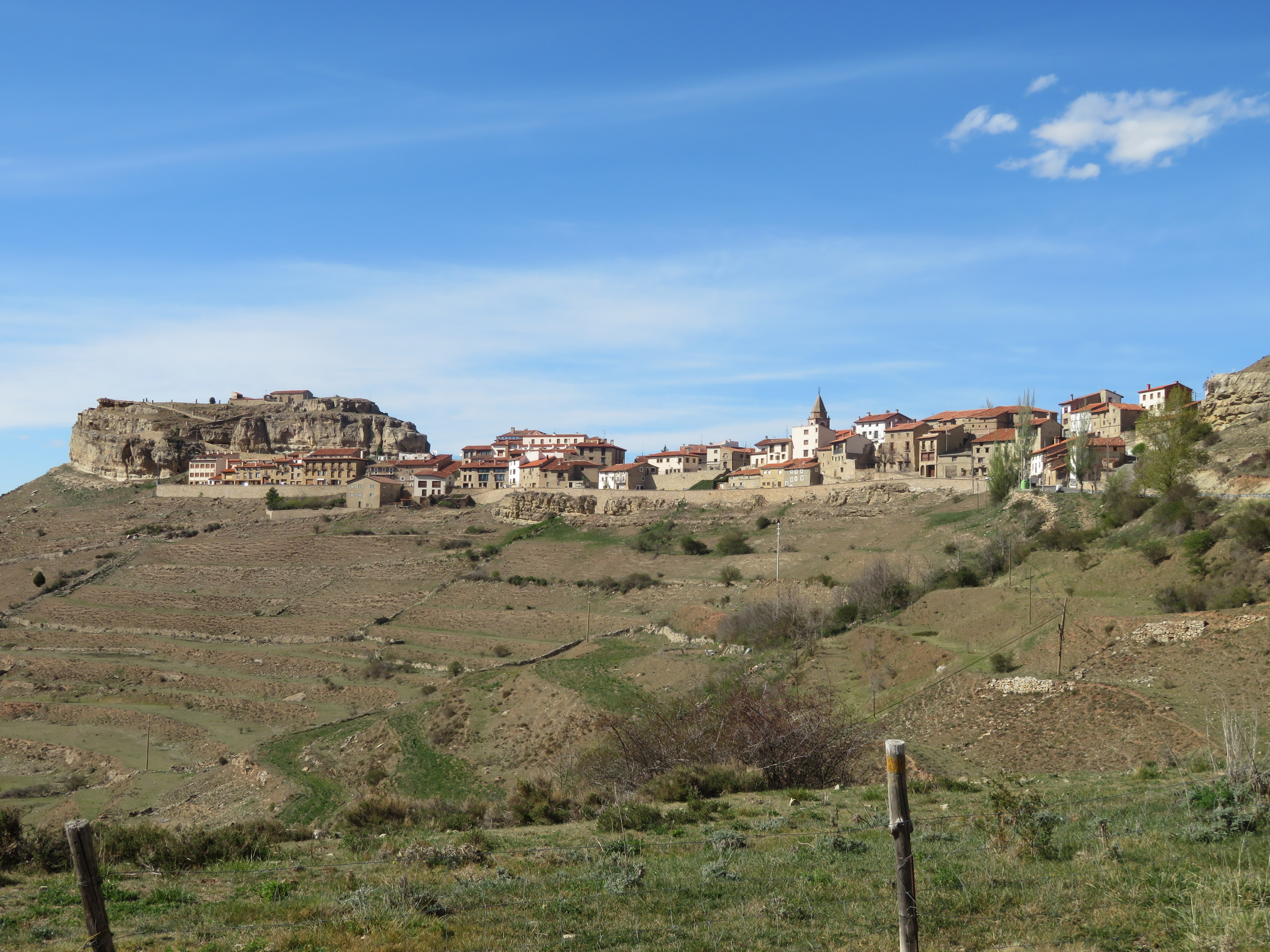
Zicht op Gúdar

Gúdar is een gemeente in de Spaanse provincie Teruel in de regio Aragón met een oppervlakte van 60,77 km². Gúdar telt 73 inwoners (1 januari 2016).

## Demografische ontwikkeling
Bron: INE, 1857-2011: volkstellingen